# أندي كرايغ
أندي كرايغ (بالإنجليزية: Andy Craig)‏ هو شخصية أعمال بريطاني، ولد في 16 مارس 1976 في سانت هلنز في المملكة المتحدة.

## وصلات خارجية
- أندي كرايغ على موقع دوري الرغبي الممتاز (الإنجليزية)
- أندي كرايغ عل موقع إسبنسكروم (الإنجليزية)
- أندي كرايغ على موقع ItsRugby.co.uk (الإنجليزية)